# Дулий Силан
Дулий Силан (лат. Dulius Silanus) — древнеримский политический деятель второй половины II века.
Карьера Силана совершенно неизвестна. В 189 году он занимал должность ординарного консула вместе с Квинтом Сервилием Силаном. Консульство упоминается в литературе как консульство «двух Силанов». «История Августов» сообщает, что в 190/192 году Силан был казнён по приказу императора Коммода.
Родовое имя Дулий, по всей видимости, неверно. Барбьери реконструирует имя как Децим Юлий Силан, но это маловероятно, потому что в биографии Коммода преномены в основном отсутствует, а семья Юлиев Силанов во время империи, очевидно, не существовала. Уильям Смит считает, что его имя было Юний Силан.